# Aloe khamiesensis
Aloe khamiesensis es una especie de planta de flor perteneciente a la familia Xanthorrhoeaceae. Es originaria de Sudáfrica.

## Descripción
Aloe khamiesensis tiene un tallo  individual o con sucursales en todo el centro. Alcanza un tamaño de hasta 1,5 metros, con troncos largos que tienen un diámetro de 10 a 15 centímetros. Están cubiertos con los restos de bases de las hojas secas persistentes. Las hojas son lanceoladas estrechas y forman densas rosetas. Su color es verde opaco,  de aproximadamente 40 cm de largo y 8 cm  de ancho. En la superficie de la hoja hay algunas,, manchas blancas elípticas dispersas, que son más numerosos en la cara inferior de las hojas. Los dientes son punzantes, rojizos que aparecen en el margen de la hoja y miden 2 a 4 milímetros de largo y están de 5 a 10 milímetros de distancia. La inflorescencia consta de cuatro a ocho sucursales y mide hasta 90 cm de largo.  Las flores son de 30 a 35 milímetros de largo y redondeadas en la base. Por encima del ovario se estrecharon ligeramente. Sus tépalos exteriores  no se fusionan.  Tiene un número de cromosomas de 2n = 14.

## Taxonomía
Aloe khamiesensis fue descrita por Neville Stuart Pillans y publicado en S. African Gard. 24: 25, 28 (1934)
Etimología
Aloe: nombre genérico de origen muy incierto: podría ser derivado del griego άλς, άλός (als, alós), "sal" - dando άλόη, ης, ή (aloé, oés) que designaba tanto la planta como su jugo - debido a su sabor, que recuerda el agua del mar. De allí pasó al Latín ălŏē, ēs con la misma aceptación, y que, en sentido figurado, significaba también "amargo". Se ha propuesto también un origen árabe, alloeh, que significa "la sustancia amarga brillante"; pero es más probablemente de origen complejo a través del hébreo: ahal (אהל), frecuentemente citado en textos bíblicos.
khamiesensis: epíteto geográfico que alude a su localización en la región de  Khami.